# Rezerwat przyrody Las Klasztorny

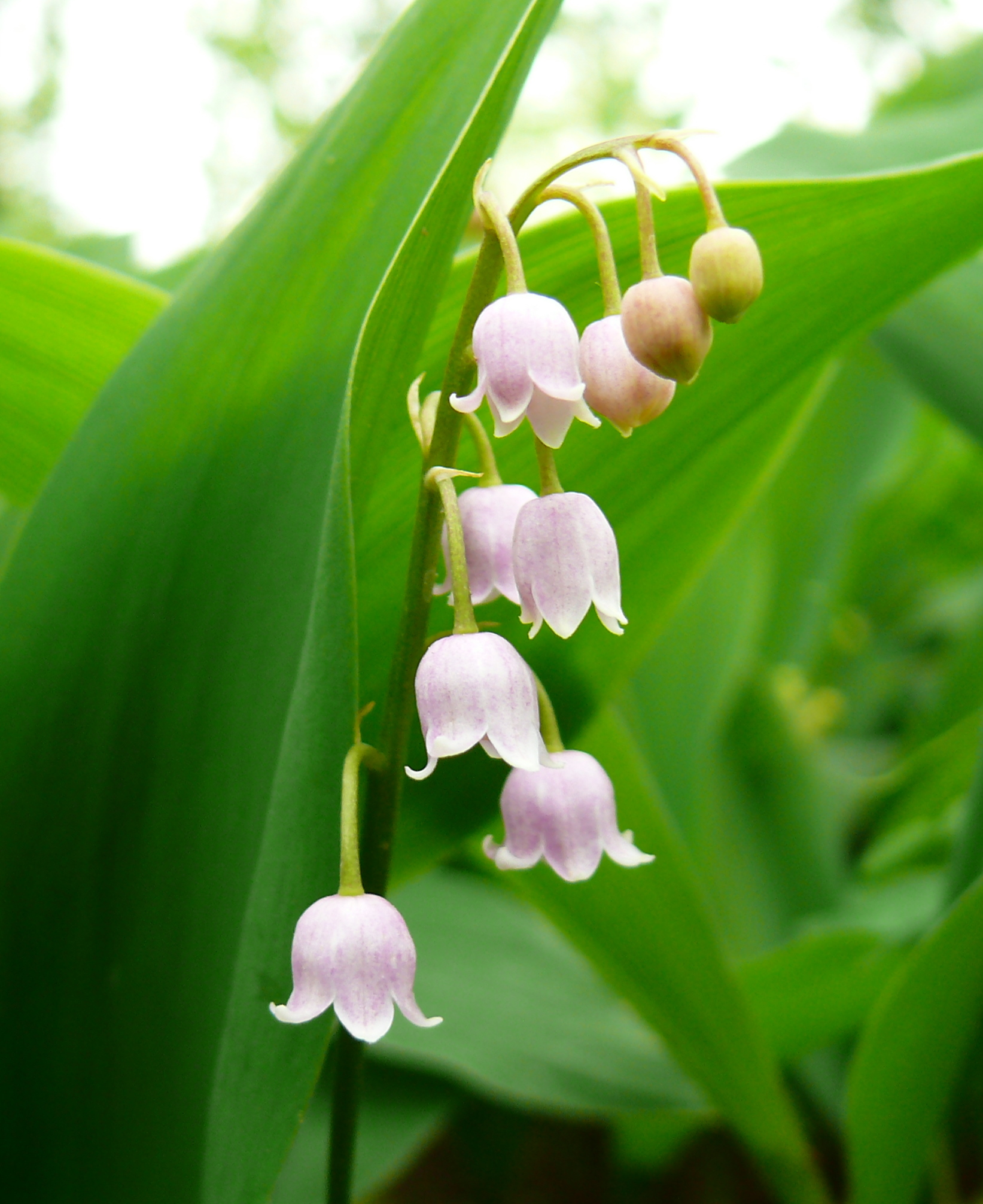
Konwalia majowa

Las Klasztorny – rezerwat przyrody znajdujący się na terenie miasta Leżajsk, w powiecie leżajskim, w województwie podkarpackim. Obejmuje oddziały 94d-n obrębu Leżajsk, leśnictwa Jelna (Nadleśnictwo Leżajsk).
- numer według rejestru wojewódzkiego – 4
- powierzchnia – 40,37 ha[1] (akt powołujący podawał 26,82 ha, w 1959 powiększony do 39,49 ha)
- dokument powołujący – M.P. z 1953 r. nr 107, poz. 1437; zmieniony przez: M.P. z 1959 r. nr 66, poz. 343
- rodzaj rezerwatu – leśny[1][2]
- przedmiot ochrony (według aktu powołującego) – fragment lasu mieszanego o cechach zespołu naturalnego z bogatą i ciekawą florą, charakteryzującą stosunki przyrodnicze, jakie panowały w dawnej Puszczy Sandomierskiej[1][2].

Dominującym zbiorowiskiem leśnym jest kontynentalny bór mieszany, niewielki obszar zajmuje też grąd subkontynentalny. Drzewostan tworzy głównie ponaddwustuletni starodrzew sosnowo-bukowo-jodłowy, w którym występuje wiele drzew o rozmiarach pomnikowych. Jedyny ustanowiony tu pomnik przyrody to buk „Hubert” o obwodzie pnia 403 cm i wysokości 37 metrów, którego wiek ocenia się na około 300 lat.

## Flora
Na terenie rezerwatu stwierdzono występowanie 151 taksonów roślin naczyniowych oraz 16 gatunków mszaków i 19 – grzybów. Spośród roślin objętych ochroną (ścisłą lub częściową) rosną tu m.in.: zimoziół północny (późnoglacjalny relikt występujący tu przy południowej granicy zasięgu), wawrzynek wilczełyko, lilia złotogłów, a z gatunków pospolitych: borówka czarna, zawilec gajowy, orlica pospolita, konwalia majowa, szczawik zajęczy, rokietnik pospolity, jeżyna gruczołowata.

## Fauna
Płazy: rzekotka drzewna, żaba trawna
Gady: jaszczurka zwinka, jaszczurka zielona, jaszczurka żyworodna, zaskroniec, padalec, żmija zygzakowata
Ptaki: kruk, sikora bogatka, mysikrólik, piecuszek, kowalik, dzierzba gąsiorek, kraska, dzięcioł duży, jastrząb gołębiarz
Ssaki: zając, sarna, dzik, lis, kuna leśna, tchórz, łasica